# Anna Diop
Mame Anna Diop (em uolofe: Mame Anna Diop; romaniz.: Mame Anna Diop; nascida em Dakar, no Senegal, em 6 de fevereiro de 1988), mais conhecida profissionalmente apenas como Anna Diop, é uma atriz e modelo senegalesa-americana. Ela é mais conhecida pelo seu papel na série da The CW/HBO Max, Titans, onde interpretou a princesa alienígena da DC Comics, Estelar (Koriand'r).

## Biografia
Diop nasceu no Senegal, mas mudou-se para os Estados Unidos quando tinha seis anos. Em 2006, ela fez sua estreia na televisão, aparecendo em Everybody Hates Chris. Nos anos seguintes, ela estrelou em Lincoln Heights, Whitney e Touch. No cinema, Diop teve um papel ao lado de Jennifer Jason Leigh em The Moment (2013). Em 2015, Diop estrelou como Rose Arvale na série dramática sobrenatural The Messengers da The CW. Mais tarde naquele ano, apareceu na série Quantico da ABC, e foi escalada para um papel recorrente na série dramática Greenleaf do canal Oprah Winfrey Network. Em 2016, Diop foi escalada como personagem regular na série 24: Legacy da FOX, contracenando com Corey Hawkins e Miranda Otto. Em 2017, Diop foi escalada como a super-heroína,  alienígena Koriand'r/Estelar na série de live-action da DC Titans, que foi ao ar em 12 de outubro de 2018 no serviço de streaming DC Universe.

## Filmografia
| Ano          | Título                  | Papel               | Notas                         |
| ------------ | ----------------------- | ------------------- | ----------------------------- |
| 2006–2008    | Everybody Hates Chris   | Diedra              | Papel recorrente, 4 episódios |
| 2007         | Lincoln Heights         | Sharon              | Episódio: "Suspicion"         |
| 2011         | Second Date Roxy        | Layla Tase          | Filme curto                   |
| 2011         | Whitney                 | Waitress            | Episódio: "First Date"        |
| 2012         | Southland               | Garota              | Episódio: "Wednesday"         |
| 2013         | Touch                   | Lila James          | Episódio: "Perfect Storm"     |
| 2013         | The Moment              | Hawa                | Filme                         |
| 2013         | While Expecting Cassius | Angela              | Filme curto                   |
| 2013         | Mingle                  | Jennie              | Filme para televisão          |
| 2013         | Double Negative         | Laila               | Filme curto                   |
| 2015         | The Messengers          | Rose Arvale         | Regular, 13 Episódios         |
| 2015         | Quantico                | Mia                 | Episódio: "Found" and "Over"  |
| 2016         | Greenleaf               | Isabel              | Papel recorrente, 9 episódios |
| 2016         | Message from the King   | Becca               | Filme                         |
| 2017         | 24: Legacy              | Nicole Carter       | Papel principal               |
| 2017         | The Keeping Hours       | Kate                | Filme                         |
| 2018-2023    | Titans                  | Koriand'r / Estelar | Papel principal               |
| por anunciar | Something About Her     | Anna                | Pós-produção                  |